# Eurycope crassa
Eurycope crassa is een pissebed uit de familie Munnopsidae. De wetenschappelijke naam van de soort is voor het eerst geldig gepubliceerd in 1914 door Vanhöffen.